# 劉輿
劉 輿（りゅう よ、265年頃 - 311年頃）は、中国西晋の人物。字は慶孫。父は光禄大夫劉蕃。弟は劉琨。母の弟は尚書郭奕。漢王室に連なる宗族の家系である。

## 生涯
俊秀・聡慧であり、才能と器量を有していた。
弟の劉琨と共にその名を馳せ、洛陽では彼らは「洛中奕奕、慶孫越石（奕は重なって続くの意。慶孫は劉輿の字。越石は劉琨の字）」と称えられていた。
劉輿と劉琨は若い頃、武帝の外戚王愷に恨まれており、王愷は彼らを自分の家に召し出して生き埋めにしようと考えた。太僕石崇はかねてより劉輿らと交友があったので、異変を察知すると夜間に騎馬で王愷の家を訪ね、劉輿らの所在を問うた。王愷は隠し通すことが出来ず、石崇は部屋に入って劉輿らを見つけ出し、車に乗せて立ち去った。帰り道、石崇は「年若い子が軽々しく人の家に入ってはならん！」と叱りつけると、劉輿は彼に深く感謝したという。
やがて、招聘を受けて丞相府尚書郎に任じられた。
時期は不明だが、劉輿は胡毋輔之・王澄・傅暢・荀邃・裴遐らと共に河南功曹甄述と洛陽県令曹攄へ、護軍府軍士王尼を解任するよう幾度も請うたという。
291年6月、恵帝の皇后賈南風は国政を掌握していた汝南王司馬亮と録尚書事衛瓘を排斥するため、楚王司馬瑋に密詔を与えて彼らを殺害させ、さらに司馬瑋を謀反の罪で処刑した。これにより賈氏一派が権勢を握るようになり、特に秘書監賈謐の権勢は皇帝をも凌ぐと言われた。劉輿は劉琨と共に賈謐の傘下に入ると、『金谷二十四友』と呼ばれる文学政治団体の一人に数えられるようになった。
300年4月、趙王司馬倫が賈氏一派を誅殺して政権を掌握すると、側近の孫秀が専横するようになった。劉輿兄弟はかねてより孫秀を侮っていたので、孫秀は彼らを免官とした。だが、妹の劉氏が司馬倫の世子司馬荂に嫁ぐと、司馬荂と孫秀は仲が悪かったので、劉輿は再び招集されて散騎侍郎に任じられた。301年3月、三王（斉王司馬冏・成都王司馬穎・河間王司馬顒）が司馬倫討伐を掲げて決起すると、弟の劉琨は司馬倫の軍を率いてこれを迎撃したが、大敗を喫して撤退した。
4月、内乱により司馬倫は殺害された。6月、斉王司馬冏が執政を開始すると、劉輿の一族は人望が有ったので特別に許され、中書侍郎に任じられた。
305年7月、東海王司馬越は河間王司馬顒と中領軍張方討伐を掲げて徐州で決起し、東平王司馬楙・都督幽州諸軍事王浚・范陽王司馬虓らもまたこれに呼応した。8月、司馬越は独断で承制（皇帝に代わって諸侯や守相を任命する事）を行ったので、豫州刺史劉喬はこれに大いに反発し、逆に司馬越らの進軍を阻んだ。この時、劉輿もまた司馬越に加担して潁川郡太守に任じられていたので、劉喬は尚書に上言して劉輿兄弟の罪悪を申し述べた。司馬顒はこれを受け、許昌にいる司馬虓を討つよう劉喬へ命じ、さらに詔と称して「潁川郡太守劉輿は范陽王虓に迫って協力させ、詔命に逆らって我等を拒み、私党を多いに作って郡県から搾取し、兵衆を集めた。輿兄弟はかつて趙王と婚親であり、権勢をほしいままにし、凶狡無道に振る舞った。夷が滅びた後、大赦をもって許されたが、これによってその首領となった。小人を忌まず、日を追う毎に悪事は増え、遂には苟晞を兗州刺史にして王命を断截したのである。鎮南大将軍劉弘・平南将軍彭城王司馬釈・征東大将軍劉準は兵を率いて許昌へ赴き、劉喬に協力せよ。今、右将軍張方を大都督に任じるので、建威将軍呂朗・陽平郡太守刁黙を従えて歩騎10万を率い、許昌へ向かって輿兄弟を除くように。もしこれに逆らって挙兵するなら、誅殺は五族に及ぶ。輿兄弟を殺して首を送った者は、三千戸の県侯に封じられ、絹五千匹を賜わるだろう」と宣言した。
劉喬が許昌へ進軍して司馬虓を攻撃すると、司馬虓は敗れて河北に逃走し、劉輿もこれに付き従った。
306年8月、司馬顒が敗れて乱が鎮まると、司馬虓は鄴に出鎮し、劉輿を征虜将軍・魏郡太守に任じ、長史とした。
9月、逃走を続けていた成都王司馬穎が頓丘郡太守馮嵩により捕らえられ、鄴城に送られた。だが、司馬穎は河北において未だに人望が有ったので、司馬虓は殺すことが出来ずに幽閉した。10月、司馬虓が急死すると、劉輿は鄴の人々が司馬穎の境遇に同情していた事から、変事が起きることを恐れた。その為、劉輿は司馬虓の喪を秘匿し、鄴台（司馬虓）からの使者だと偽って司馬穎の下へ派遣すると、詔と称して司馬穎に自殺を命じ、守衛の田徽に絞め殺させた。
司馬虓の死を聞くと、司馬越は劉輿を朝廷に招聘したが、ある人が「劉輿は膩であり、近づけば人を汚します」と讒言したので、劉輿は洛陽に着いたものの司馬越に重用されなかった。だが、劉輿は密かに兵簿や倉庫を観察し、牛馬・器械・水陸の地形を研究し、みな暗記した。この時期、相次ぐ兵難により軍務が多く、いつも議題に上がっていたが、潘滔を始めとした官僚は意見を的確に述べられなかった。劉輿が司馬越の前で計略を述べると、司馬越は膝を傾けて劉輿と受け答えを行った。こうして劉輿はその信任を得て、左長史に任じられた。
司馬越は劉輿の進言を全て記録するようになり、劉輿は上佐となった。劉輿の下を訪れる賓客はいつも満席であり、文案は机に満ち溢れていた。遠近から勉強しに来る者は数千人に及んだが、劉輿はこれを煙たがらず、ある時は夜を徹して知識を教示した。みなこれに喜び、劉輿に従わない者はいなかった。その議論は流れる如く流暢で、人と応対するときは誠意が備わっていたので、時の人は劉輿の才能に服し、前漢の陳遵と並び称賛された。また、『司馬越府には3才があり、潘滔は大才、劉輿は長才、裴邈は清才である』と称えられた。
10月、劉輿は弟の劉琨に并州を守らせ、北の異民族への防御壁とするよう司馬越に進言した。司馬越はこれに従い、劉琨を并州刺史に任じた。
309年3月、懐帝が自らの側近である中書監繆播・太僕繆胤・散騎常侍王延・尚書何綏・太史令高堂沖らを政治の中枢に関わらせるようになると、司馬越はこれを不安視して劉輿へ相談した。劉輿は潘滔と共に繆播らを誅殺するよう勧め、司馬越はこれに従って繆播らに謀反の罪をでっち上げ、捕らえて処刑した。
王延には荊氏という愛妾がおり、音楽に精通していた。王延の葬儀が済む前に劉輿は彼女を娶ったが、家に迎え入れる前に太傅従事中郎王俊はこれを奪った。御史中丞傅宣はこれらを弾劾する奏上を行ったが、司馬越は劉輿を罪には問わず、王俊だけを免官とした。
永嘉の乱が起こる前に、劉輿は指先から炎症を起こして病み、やがて亡くなったという。享年47。驃騎将軍を追贈され、定襄侯に封じられ、貞と諡された。子の劉演が後を継いだ。